# بادویزر
بادویزر (به آلمانی: Budweiser) یک شرکت تولید آبجو در ایالات متحدهٔ آمریکا می‌باشد که توسط یک آلمانی در آمریکا پایه‌گذاری شده‌است.

## نگارخانه

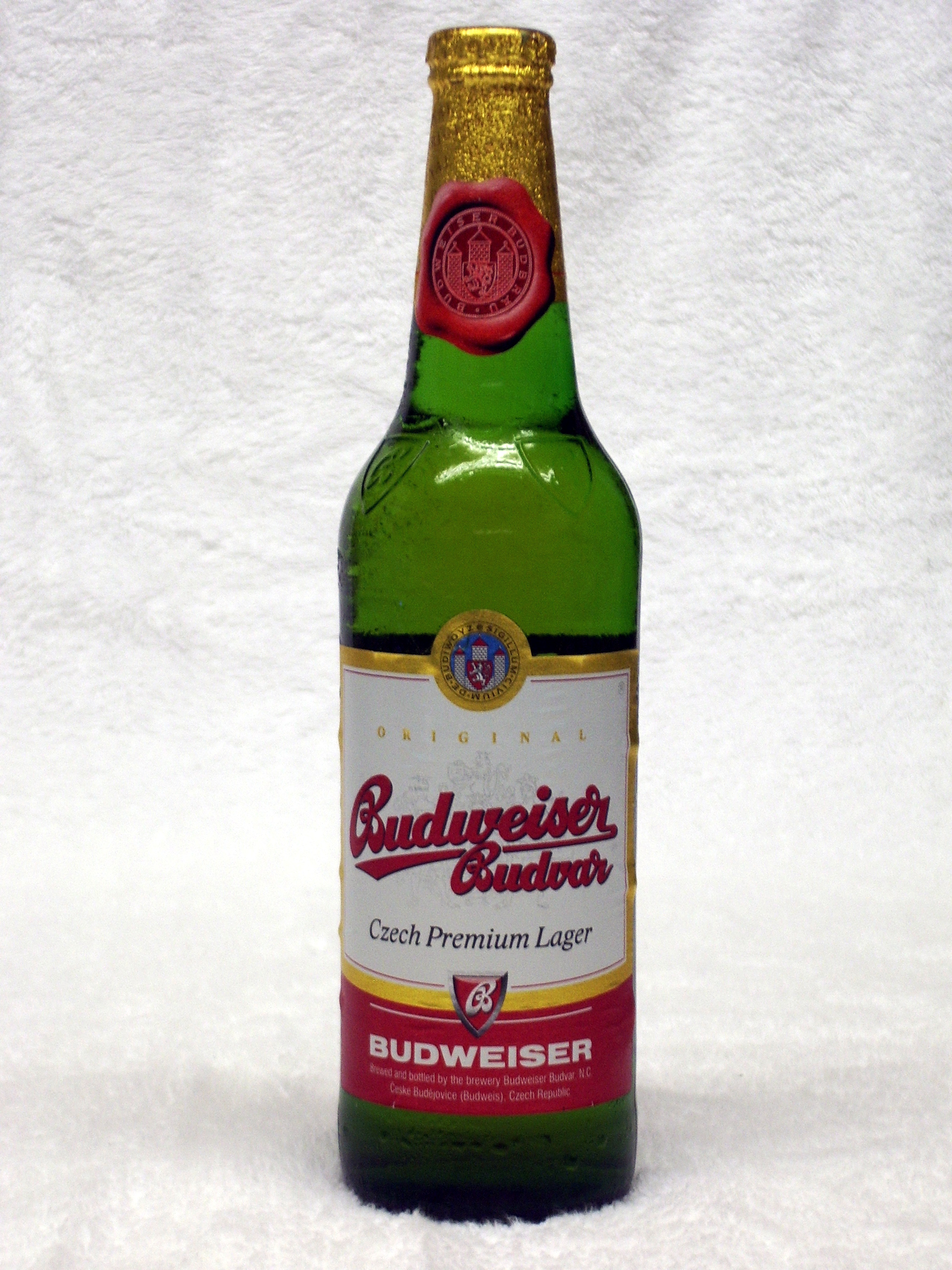
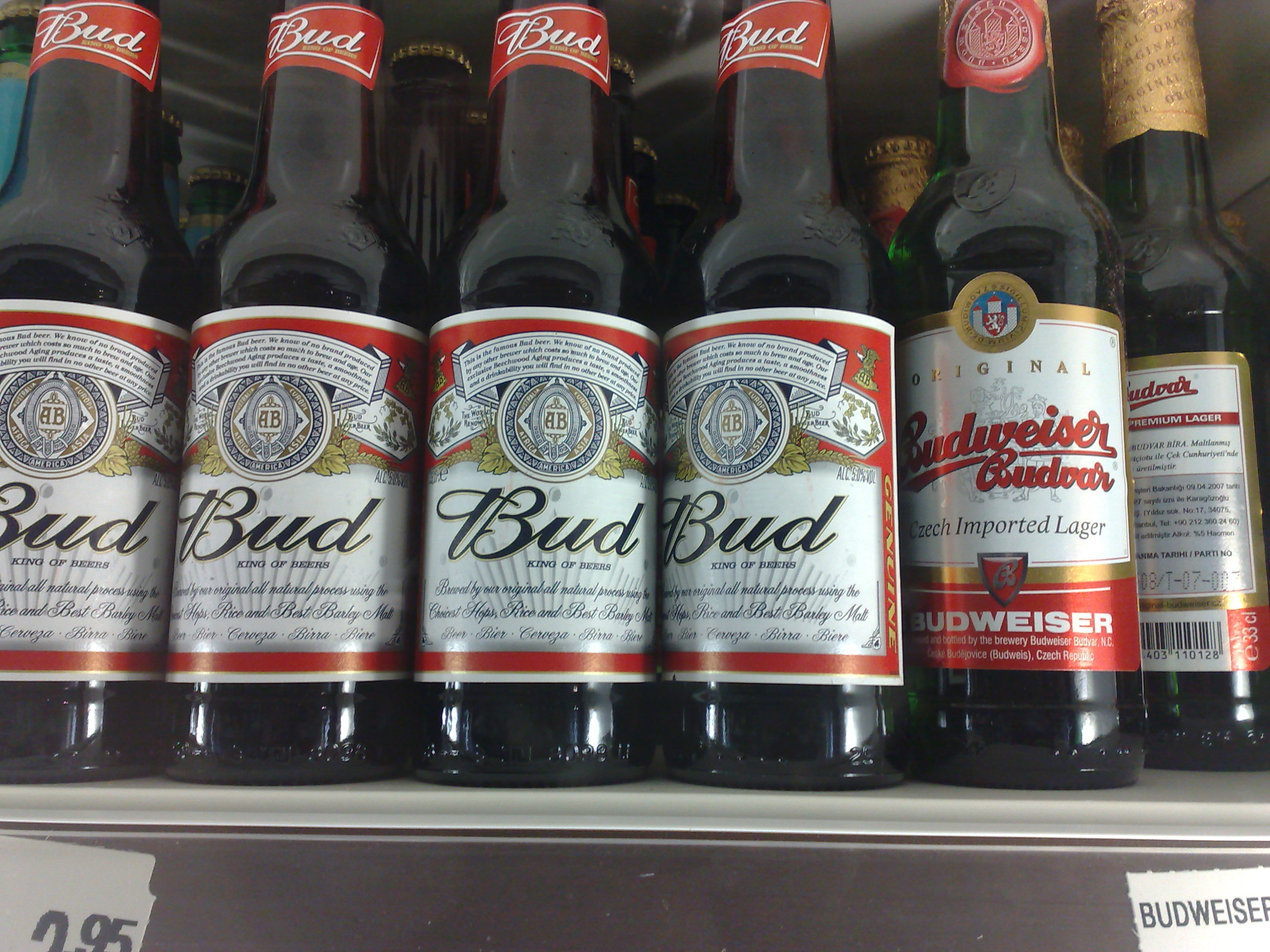